# Theudowald
Theudowald (circa 533 - 555) was koning van Austrasië van 548 tot aan zijn dood in 555.
Hij werd rond 533 geboren als zoon van Theudebert I, koning van Austrasië, en diens echtgenote Deoteria. Na de dood van zijn vader in 547 werd hij koning van Austrasië, al werd er een voogd aangesteld. Hij trouwde met Waldrada, de dochter van Wacho, de koning van de Longobarden. Zij was de zus van zijn stiefmoeder Wisigarda. In de strijd om de macht in het noorden van Italië had hij minder succes dan zijn vader. Een veldtocht in 553 naar dit gebied mislukte. Kort hierna werd hij ernstig ziek en raakte hij verlamd vanaf zijn middel. Volgens de geschiedschrijver Gregorius van Tours kondigden vele tekenen de dood van de koning aan. In 555 overleed Theudowald op 22-jarige leeftijd. Omdat zijn huwelijk met Waldrada kinderloos was gebleven, volgde zijn grootoom Chlotarius I hem op als koning van Austrasië (en vanaf 558 heel het Frankenrijk).

## Voorouders
| Voorouders van Theudebert I | Voorouders van Theudebert I                  | Voorouders van Theudebert I                  | Voorouders van Theudebert I                      | Voorouders van Theudebert I                      | Voorouders van Theudebert I            | Voorouders van Theudebert I            | Voorouders van Theudebert I            | Voorouders van Theudebert I            |
| --------------------------- | -------------------------------------------- | -------------------------------------------- | ------------------------------------------------ | ------------------------------------------------ | -------------------------------------- | -------------------------------------- | -------------------------------------- | -------------------------------------- |
| Overgrootouders             | Clovis I (466-511) ∞ Clothilde (480-545)     | Clovis I (466-511) ∞ Clothilde (480-545)     | Sigismund van Bourgondië (-524) ∞ Ostrogotho (-) | Sigismund van Bourgondië (-524) ∞ Ostrogotho (-) | ? (-) ∞ ? (-)                          | ? (-) ∞ ? (-)                          | ? (-) ∞ ? (-)                          | ? (-) ∞ ? (-)                          |
| Grootouders                 | Theuderik I (485-533) ∞ Suavegotta (495-549) | Theuderik I (485-533) ∞ Suavegotta (495-549) | Theuderik I (485-533) ∞ Suavegotta (495-549)     | Theuderik I (485-533) ∞ Suavegotta (495-549)     | ? (-) ∞ ? (-)                          | ? (-) ∞ ? (-)                          | ? (-) ∞ ? (-)                          | ? (-) ∞ ? (-)                          |
| Ouders                      | Theudebert (501-547/48) ∞ Deoteria (-)       | Theudebert (501-547/48) ∞ Deoteria (-)       | Theudebert (501-547/48) ∞ Deoteria (-)           | Theudebert (501-547/48) ∞ Deoteria (-)           | Theudebert (501-547/48) ∞ Deoteria (-) | Theudebert (501-547/48) ∞ Deoteria (-) | Theudebert (501-547/48) ∞ Deoteria (-) | Theudebert (501-547/48) ∞ Deoteria (-) |
| Theudebert (533-555)        |                                              |                                              |                                                  |                                                  |                                        |                                        |                                        |                                        |

- Gemeinsame Normdatei: 103146318
- International Standard Name Identifier: 0000 0000 1536 1897
- Virtual International Authority File: 5334365